# Sławiw
Sławiw (ukr. Славів, hist. pol. Sławów) – wieś na Ukrainie, w obwodzie żytomierskim, w rejonie żytomierskim, w hromadzie Czerniachów. W 2001 liczyła 213 mieszkańców, spośród których 212 wskazało jako ojczysty język ukraiński, a 1 rosyjski.